# Lista dos arranha-céus mais altos do Brasil

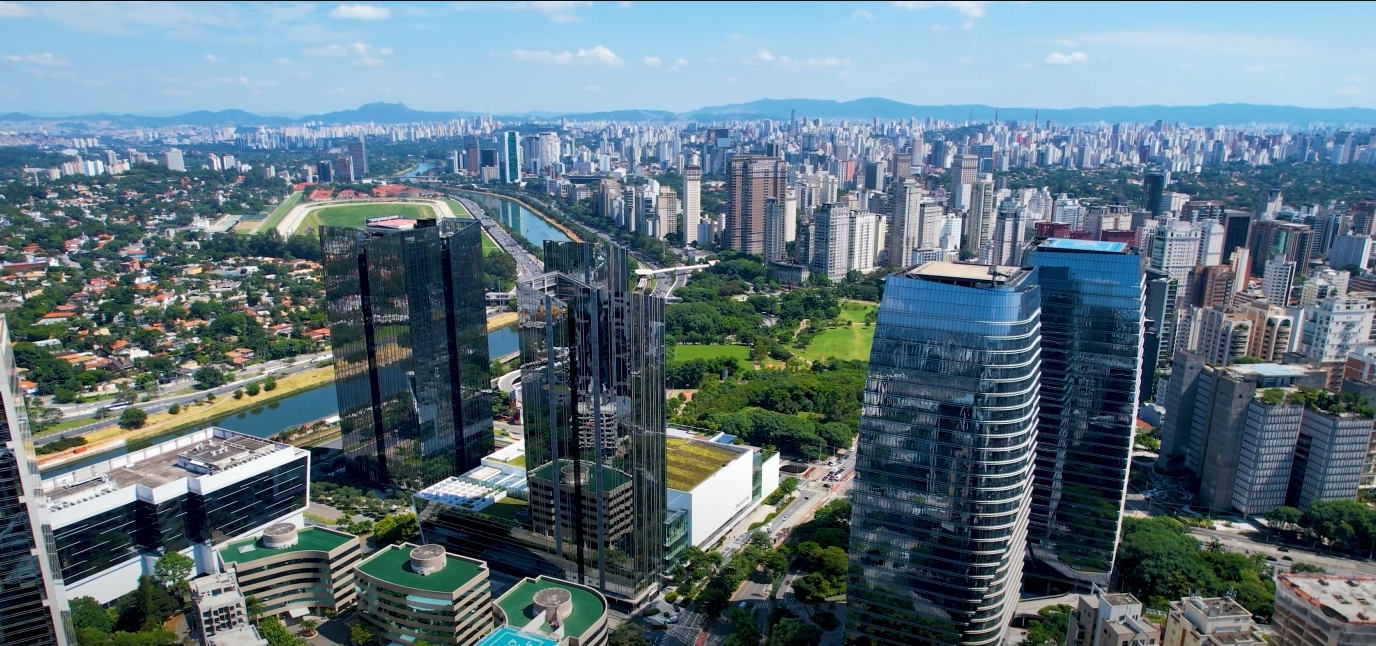
Panorama de São Paulo visto a partir da região do Itaim Bibi. É frequentemente listado por publicações internacionais como um dos panoramas urbanos mais impressionantes, relevantes e conhecidos do mundo.

Essa é uma lista dos arranha-céus mais altos do Brasil. Segundo a Emporis, o país possui cinco das cem cidades com a maior quantidade de arranha-céus do mundo: São Paulo, Goiânia, Rio de Janeiro, Recife e Balneário Camboriú. No entanto, seis dos dez edifícios mais altos do país atualmente estão localizados em Balneário Camboriú, em Santa Catarina. O primeiro edifício de grande porte construído no Brasil foi o Sampaio Moreira, em São Paulo, no ano de 1924. O Edifício A Noite, no Rio de Janeiro, e o Edifício Martinelli, também na capital paulista, são considerados os primeiros arranha-céus do país.
Posteriormente, São Paulo dominou o cenário nacional e internacional com a construção de edifícios como o Altino Arantes, que foi a maior construção de concreto armado do mundo, e o Mirante do Vale, um dos primeiros arranha-céus do mundo a ser totalmente construído em concreto armado e que permaneceu como o maior prédio no país de 1966 a 2014. Atualmente, o título pertence ao Yachthouse Residence Club, em Balneário Camboriú, enquanto o Alto das Nações, em São Paulo, é a torre corporativa mais alta do Brasil.
Apenas edifícios com mais de 150 metros de altura são considerados arranha-céus atualmente.

## Mais altos arranha-céus construídos (acima de 150 metros)
|    | Nome                                           | Imagem | Localização        | Altura (m) | Pavimentos | Conclusão | Arquitetura                        |  |
| -- | ---------------------------------------------- | ------ | ------------------ | ---------- | ---------- | --------- | ---------------------------------- |  |
| 1  | Yachthouse Residence Club Torre 2              |        | Balneário Camboriú | 294,1      | 81         | 2021      | Pasqualotto & GT Pininfarina       |  |
| 2  | Yachthouse Residence Club Torre 1              | 294    | Balneário Camboriú |            | 81         | 2021      | Pasqualotto & GT Pininfarina       |  |
| 3  | One Tower                                      |        | Balneário Camboriú | 290        | 84         | 2022      | _                                  |  |
| 4  | Infinity Coast                                 |        | Balneário Camboriú | 234        | 66         | 2019      | _                                  |  |
| 5  | Alto das Nações                                |        | São Paulo          | >194       | -          | 2025      | WTorre                             |  |
| 6  | Complexo Orion                                 |        | Goiânia            | 191        | 50         | 2018      | MKZ Arquitetura                    |  |
| 7  | Epic Tower                                     |        | Balneário Camboriú | 191        | 55         | 2016      |                                    |  |
| 8  | Tour Geneve                                    |        | João Pessoa        | 183        | 51         | 2018      | _                                  |  |
| 9  | Kingdom Park Vaca Brava                        |        | Goiânia            | 180        | 52         |           |                                    |  |
| 10 | Millennium Palace                              |        | Balneário Camboriú | 177        | 46         | 2014      | Eugênio Nelson e Renato Ammann     |  |
| 11 | New York Apartments                            |        | Balneário Camboriú | 176        | 51         | 2021      |                                    |  |
| 12 | Splendia Tower                                 |        | Balneário Camboriú | 175        | ?          | 2019      |                                    |  |
| 13 | Copenhagen                                     |        | Balneário Camboriú | 173        | ?          | 2022      |                                    |  |
| 14 | Concórdia Corporate                            |        | Nova Lima          | 172        | 44         | 2017      | Dávila Arquitetura                 |  |
| 14 | Platina 220                                    |        | São Paulo          | 172        | 40         | 2022      | Königsberger Vannucchi             |  |
| 16 | Mirante do Vale                                |        | São Paulo          | 170        | 51         | 1966      | Waldomiro Zarzur                   |  |
| 17 | Residencial Figueira Altos do Tatuapé          |        | São Paulo          | 168        | 52         | 2021      | J.J. Abraão                        |  |
| 18 | Edifício Itália                                |        | São Paulo          | 165        | 46         | 1965      | Franz Heep                         |  |
| 18 | Império das Ondas                              |        | Balneário Camboriú | 165        | 49         | 2016      |                                    |  |
| 20 | Villa Serena Torre A Villa Serena Torre B      |        | Balneário Camboriú | 164        | 49         | 2012      | Ivo Peretto Filho                  |  |
| 21 | Rio Sul Center                                 |        | Rio de Janeiro     | 163        | 48         | 1982      | Ulysses Petrônio Burlamaqui        |  |
| 22 | Edifício Altino Arantes                        |        | São Paulo          | 161        | 40         | 1947      | Plínio Botelho do Amaral           |  |
| 23 | Parque Cidade Jardim                           |        | São Paulo          | 158        | 41         | 2008      | Pablo Slemenson                    |  |
| 24 | Centro Empresarial Nações Unidas - Torre Norte |        | São Paulo          | 157        | 38         | 1999      | Alberto Botti e Marc Rubin         |  |
| 25 | American Diamond                               |        | Cuiabá             | 155        | 36         | 2019      |                                    |  |
| 26 | Brascan Century Plaza                          |        | Barueri            | 154        | 38         | 2012      | Königsberger Vannucchi             |  |
| 27 | Residencial Alfredo Volpi                      |        | João Pessoa        | 152        | 47         | 2016      |                                    |  |
| 28 | Universe Life Square                           |        | Curitiba           | 152        | 44         | 2014      | Koningsberger e Vanucci Arquitetos |  |
| 29 | Residencial São Cristóvão                      |        | Lajeado            | 151        | 40         | 2024      |                                    |  |
| 30 | Jardim do Mar 1                                |        | Praia Grande       | 150        | 43         | 2017      |                                    |  |
| 30 | Jardim do Mar 2                                |        | Praia Grande       | 150        | 43         | 2017      |                                    |  |
| 31 | Altto Vila Madalena                            |        | São Paulo          | 150        | 43         | 2021      |                                    |  |
| 32 | W Residences                                   |        | São Paulo          | 150        | 42         | 2022      | HBR Realty                         |  |
| 33 | Noah Residence                                 |        | Itapema            | 150        | 42         | 2023      |                                    |  |
| 34 | Edifício Josephine                             |        | São Paulo          | 150        | 41         | 2014      |                                    |  |
| 35 | Evolution Corporate                            |        | Barueri            | 150        | 36         | 2012      |                                    |  |
| 36 | EZ Towers                                      |        | São Paulo          | 150        | 32         | 2016      |                                    |  |

## Em construção
Esta lista contém edifícios atualmente em construção no país, planejados para terem ao menos 150 metros.
| Nome                               | Cidade             | Altura (m) | Pavimentos | Inauguração prevista |
| ---------------------------------- | ------------------ | ---------- | ---------- | -------------------- |
| Senna Tower                        | Balneário Camboriú | 544        | 154        | -                    |
| Embraed Armani casa                | Balneário Camboriú | 270        | 78         |                      |
| Niraj Towers                       | Rondonópolis       | 250        | 62         | -                    |
| Boreal Tower                       | Balneário Camboriú | 240        | 55         | 2025                 |
| Titanium Tower                     | Balneário Camboriú | 238        |            |                      |
| VR Tower                           | Itapema            | 237        | 60         | 2025                 |
| Vitra by Pininfarina               | Balneário Camboriú | 222        |            |                      |
| Alto das Nações                    | São Paulo          | 219        | 45         | 2025                 |
| Sapphire Tower                     | Balneário Camboriú | 215        |            |                      |
| Cyrela Pininfarina Rebouças        | São Paulo          | 210        | -          | -                    |
| One Innovation                     | São Paulo          | 209        | -          | -                    |
| One Innovation 2                   | São Paulo          | 209        |            |                      |
| Vista Cyrela By Armani             | São Paulo          | 206        | 55         | 2028                 |
| Vista Cyrela Furnished Casa/Armani | São Paulo          | 206        | 55         | 2028                 |
| L’Atelier Concept Homes            | Itapema            | 195        | 61         | 2027                 |
| Baalbek                            | Cuiabá             | 183        | 50         | 2024                 |
| Residencial Liége                  | João Pessoa        | 177        | 54         | 2020                 |
| Parque Global                      | São Paulo          | 173        | 49         | 2027                 |
| Wave Beira Mar                     | Fortaleza          | 171        | 46         | 2026                 |
| Vogue Square Garden                | Ponta Grossa       | 170        | 50         | 2025                 |
| One Residence                      | Fortaleza          | 166        | 50         | 2023                 |
| Sky Residencial                    | Fortaleza          | 162        | 45         | 2027                 |
| Edifício Epic                      | Fortaleza          | 161        | 50         | 2025                 |
| Taj Home Resort                    | Vila Velha         | 158        | 51         | 2026                 |
| Residencial Navegantes             | Santos             | 155        | 45         | -                    |
| Raízes SB                          | Sinop              | 153        | 42         | 2027                 |
| Torre Bela Vista                   | São Paulo          | 152        | 43         | 2025                 |

## Linha do tempo dos edifícios mais altos
Esta tabela lista edifícios que já foram em um ponto o edifício mais alto do Brasil.
| Nome                                   | Imagem           | Localização        | Arquitetos                                     | Anos como o mais alto | Altura (m) | Pavimentos | Notas  |
| -------------------------------------- | ---------------- | ------------------ | ---------------------------------------------- | --------------------- | ---------- | ---------- | ------ |
| Edifício Sampaio Moreira               |                  | São Paulo          | Samuel das Neves, Cristiano Stockler das Neves | 1924–1929             | 50         | 12         | [ 78 ] |
| Edifício A Noite                       |                  | Rio de Janeiro     | Joseph Gire, Elisário Bahiana                  | 1929–1934             | 102        | 22         | [ 79 ] |
| Edifício Martinelli                    |                  | São Paulo          | Vilmos Fillinger                               | 1934–1943             | 106        | 28         | [ 80 ] |
| Edifício Acaiaca                       | Edifício Acaiaca | Belo Horizonte     | Luiz Pinto Coelho                              | 1943–1947             | 120        | 30         |        |
| Edifício Altino Arantes                |                  | São Paulo          | Plínio Botelho do Amaral                       | 1947–1960             | 161        | 36         | [ 81 ] |
| Mirante do Vale                        |                  | São Paulo          | Waldomiro Zarzur                               | 1960–2014             | 170        | 51         | [ 82 ] |
| Millennium Palace                      |                  | Balneário Camboriú |                                                | 2014–2018             | 177        | 46         | [ 19 ] |
| Complexo Orion                         |                  | Goiânia            |                                                | 2018–2019             | 191        | 50         | [ 83 ] |
| Infinity Coast                         |                  | Balneário Camboriú |                                                | 2019                  | 234,70     | 66         |        |
| Yachthouse Residence Club Torres 1 e 2 |                  | Balneário Camboriú |                                                | 2020–2022             | 281        | 81         |        |
| One Tower                              |                  | Balneário Camboriú |                                                | 2022–2024             | 290        | 84         | [ 7 ]  |
| Yachthouse Residence Club Torres 1 e 2 |                  | Balneário Camboriú |                                                | 2024–presente         | 294        | 81         |        |